# Faaborg-Midtfyn Kommune

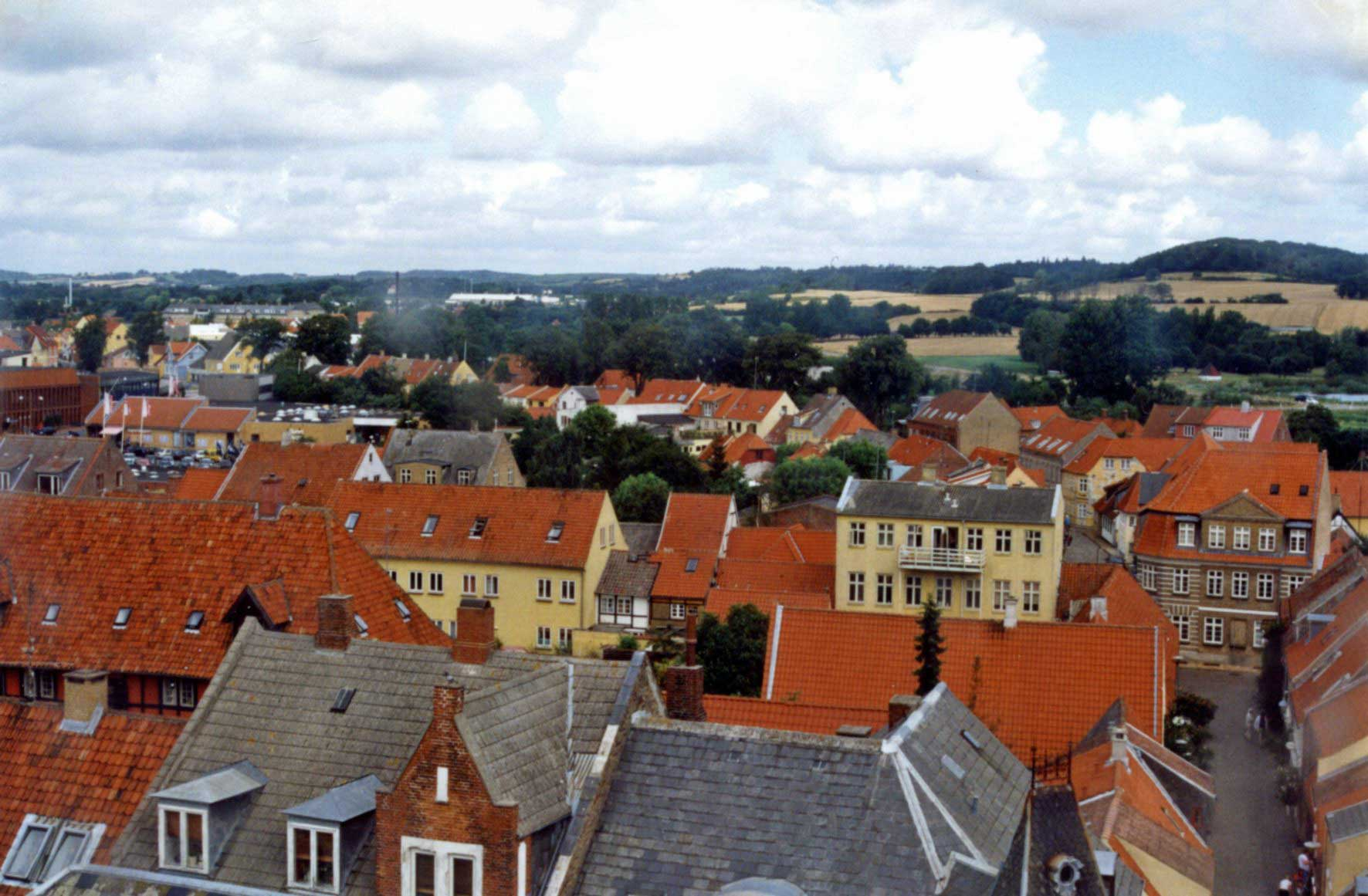
Blick über Faaborg nach Norden

Faaborg-Midtfyn Kommune ist eine dänische Kommune auf der Insel Fünen. Faaborg-Midtfyn Kommune besitzt eine Gesamtbevölkerung von 52.253 Einwohnern (Stand 1. Januar 2023) und eine Fläche von 633,60 km². Sie ist Teil der Region Syddanmark. Verwaltungssitz ist Ringe.
Die Kommune entstand im Zuge der Kommunalreform 2007 durch Zusammenlegung der bisherigen Kommunen Faaborg, Ringe, Ryslinge, Broby und Årslev im Fyns Amt. Dabei verlor Faaborg den Verwaltungssitz an Ringe, weil es durch parteipolitische und persönlich motivierte Grabenkämpfe im Gemeinderat die Fusionsverhandlungen mit den Nachbargemeinden nicht zu eigenen Gunsten hatte beeinflussen können. Faaborg wurde damals verschiedentlich als „Südfünens Balkan“ charakterisiert.
Der Schatzfund von Herringe stammt aus der Wikingerzeit (800–1050 n. Chr.) und wurde 2008 und 2009 ausgegraben.

## Bürgermeister
Seit der Kommunalreform 2007 hatte die Faaborg-Midtfyn Kommune folgende Bürgermeister:
| Name               | Partei             | Amtszeit                           |
| ------------------ | ------------------ | ---------------------------------- |
| Bo Andersen        | Venstre            | 1. Januar 2007 – 31. Dezember 2009 |
| Hans Jørgensen     | Socialdemokraterne | 1. Januar 2010 – 31. Dezember 2013 |
| Christian Thygesen | Venstre            | 1. Januar 2014 – 31. Dezember 2017 |
| Hans Stavnsager    | Socialdemokraterne | seit 1. Januar 2018                |

## Kirchspielsgemeinden und Ortschaften in der Kommune
Auf dem Gemeindegebiet liegen die folgenden Kirchspielsgemeinden (dän.: Sogn) und Ortschaften mit über 200 Einwohnern (byer nach Definition der dänischen Statistikbehörde); Einwohnerzahl am 1. Januar 2023, bei einer eingetragenen Einwohnerzahl von Null hatte der Ort in der Vergangenheit mehr als 200 Einwohner:
| Nr. | Kirchspiel              | Einwohner | Ortschaft                   | Einwohner   |
| --- | ----------------------- | --------- | --------------------------- | ----------- |
| 07  | Allested Sogn           | 717       |                             |             |
| 36  | Avernakø Sogn           | 112       |                             |             |
| 28  | Brahetrolleborg Sogn    | 1.695     | Korinth                     | 962         |
| 32  | Diernæs Sogn            | 1.380     | Diernæs                     | 308         |
| 23  | Espe Sogn               | 906       | Espe                        | 517         |
| 31  | Fåborg Sogn             | 6.122     | Fåborg                      | 6898        |
| 16  | Gestelev Sogn           | 449       |                             |             |
| 19  | Gislev Sogn             | 2.077     | Fjellerup Gislev            | 202 1253    |
| 14  | Heden Sogn              | 314       | Heden                       | 209         |
| 11  | Hellerup Sogn           | 223       |                             |             |
| 24  | Herringe Sogn           | 362       | Herringe                    | 210         |
| 13  | Hillerslev Sogn         | 865       |                             |             |
| 30  | Horne Sogn              | 1.984     | Bøjden Horne                | 279 863     |
| 26  | Håstrup Sogn            | 567       | Håstrup                     | 332         |
| 29  | Krarup Sogn             | 569       | Krarup (a)                  | 204         |
| 25  | Kværndrup Sogn          | 2.412     | Kværndrup                   | 1706        |
| 35  | Lyø Sogn                | 81        |                             |             |
| 05  | Nørre Broby Sogn        | 2.012     | Nørre Broby                 | 1479        |
| 01  | Nørre Lyndelse Sogn     | 2.921     | Nørre Lyndelse              | 2228        |
| 08  | Nørre Søby Sogn         | 1.186     | Nørre Søby                  | 914         |
| 17  | Ringe Sogn              | 7.680     | Ringe                       | 6607        |
| 04  | Rolfsted Sogn           | 1.958     | Ferritslev Rolsted          | 1032 487    |
| 18  | Ryslinge Sogn           | 2.375     | Ryslinge                    | 1802        |
| 21  | Sandholts Lyndelse Sogn | 205       |                             |             |
| 27  | Svanninge Sogn          | 1.760     | Faldsled Millinge Svanninge | 504 493 204 |
| 10  | Søllinge Sogn           | 455       | Søllinge                    | 231         |
| 12  | Sønder Broby Sogn       | 1.398     | Brobyværk                   | 1059        |
| 09  | Sønder Højrup Sogn      | 464       |                             |             |
| 03  | Sønder Nærå Sogn        | 2.918     | Tarup                       | 278         |
| 15  | Vantinge Sogn           | 289       | Vantinge (a)                | < 200       |
| 06  | Vejle Sogn              | 927       | Vejle                       | 1064        |
| 20  | Vester Hæsinge Sogn     | 787       | Vester Hæsinge              | 410         |
| 33  | Vester Åby Sogn         | 1.201     | Vester Åby                  | 777         |
| 02  | Årslev Sogn             | 2.043     | Årslev                      | 4250        |
| 34  | Åstrup Sogn             | 463       |                             |             |
| 22  | Øster Hæsinge Sogn      | 277       |                             |             |

## Gemeindepartnerschaften
Die Stadt Kappeln in Schleswig-Holstein ist seit 1984 Partnerstadt von Faaborg-Midtfyn, damals aber geschlossen mit der ehemaligen Gemeinde Faaborg, die heute Teil ist von Faaborg-Midtfyn.